# Dara (okręg Satu Mare)
Dara (węg. Szamosdara) – wieś w Rumunii, w okręgu Satu Mare, w gminie Dorolț. W 2011 roku liczyła 1196 mieszkańców. 